# Jarosław Wołejko
Jarosław Wołejko (ur. 1953 w Głogowie, zm. 1994) – polski montażysta filmowy.
Laureat Nagrody za montaż filmu Kornblumenblau na Festiwalu Polskich Filmów Fabularnych w Gdyni w 1990.

## Wybrana filmografia
jako autor montażu:
- W starym dworku czyli niepodległość trójkątów (1984)
- Miłość z listy przebojów (1984)
- Spowiedź dziecięcia wieku (1985)
- Sonata marymoncka (1987)
- Pantarej (1987)
- Kornblumenblau (1988)
- 300 mil do nieba (1989)